# فولتا كاتالونيا 1923
فولتا كاتالونيا 1923 (بالإسبانية: Volta a Cataluña 1923)‏ هو سباق دراجات هوائية، وهو الموسم رقم 5 من السباق، وأقيم خلال الفترة 31 مايو 1923، وحتى 3 يونيو 1923.
فاز فيه بالمركز الأول  موريس فيلي ‏، وبالمركز الثاني  José Pelletier ‏، وبالمركز الثالث  José Nat ‏.

## الفائزون
| الترتيب | الفائز          |
| ------- | --------------- |
| الفائز  | موريس فيلي ‏     |
| الثاني  | José Pelletier ‏ |
| الثالث  | José Nat ‏       |